# Hermanus Theodorus Prins
Hermanus Theodorus Prins (Bennekom, 18 april 1787 - aldaar, 29 augustus 1852) was een schout en burgemeester van de Nederlandse gemeente Ede.
Hij was een zoon van de Bennekomse Theodorus Prins (sr.) die van 1812 tot 1817 maire en later burgemeester van de zelfstandige gemeente Bennekom was. Na de Franse Tijd werden in 1818 de gemeentes Ede, Bennekom, Lunteren en Otterlo weer samengevoegd.
Hermanus Theodorus werd rond deze tijd assessor van de gemeente Ede, onder schout Everhard Dirk van Meurs. Toen Van Meurs in 1822 op 32-jarige leeftijd overleed, volgde Prins hem op als schout. In 1825 veranderde dit ambt in dat van burgemeester.
Hij trouwde in Ede op 25 mei 1820 met de op 11 januari 1795 te Raalte gedoopte Maria Gerharda Dibbetz. Zij was de dochter van de predikant Simon Dibbetz en zijn vrouw Adriana Gesina Prins. Zij overleed in Bennekom op 4 juni 1880. Ze kregen 10 kinderen, van wie er een op jongere leeftijd overleed. Hij werd in 1851 opgevolgd door zijn oudste zoon Theodorus (jr.). zijn dochter Simonetta Arnolda Johanna trouwde met marineofficier en politicus Frederik Cornelis Tromp.